# Sabina Chromińska
Sabina Chromińska-Leśniak (ur. 22 października 1924 w Antopolu na Polesiu, zm. 4 lutego 2012 w Katowicach) – polska aktorka teatralna i filmowa, podporucznik, absolwentka Szkoły Podoficerskiej Batalionu Kobiet w Sielcach.

## Życiorys
Urodziła się w Antopolu, małym miasteczku na Polesiu. Córka Franciszka Chromińskiego i Anastazji Chromińskiej zd. Karpińskiej. Siostra: Wacława, Marii i Janiny. Uczęszczała do gimnazjum Sióstr Urszulanek w Kobryniu. 17 września 1939 po wkroczeniu do Polski armii sowieckiej i aresztowaniu ojca Franciszka Chromińskiego, rodzina Chromińskich, mama Anastazja z czwórką dzieci, została zesłana do Barnaulu nad Obem w zachodniej Syberii. Tam Sabina Chromińska trafiła do ciężkiej pracy w cegielni. Gdy w Związku Radzieckim zaczęto formować wojsko polskie, 16-letnia wówczas Sabina i jej brat zgłosili się do Armii Berlinga.
W 1 Samodzielnym Batalionie Kobiecym im. Emilii Plater Sabina Chromińska ukończyła podchorążówkę. Wieczorami występowała w krótkich programach artystycznych, teatru żołnierskiego będącego zaczątkiem Teatru Wojska Polskiego a prowadzonego przez Jana Cajmera.
W 1943 zauważył ją Władysław Krasnowiecki, znany przedwojenny aktor i reżyser scen teatralnych we Lwowie, Krakowie, Warszawie, i zabrał do swojego teatru (Teatr Armii Polskiej w ZSRR) wraz z Ryszardą Hanin. Występowała jak pisała wiele lat później w swoich wspomnieniach „Występowaliśmy na dworcach kolejowych, na polach, na platformach zestawionych z ciężarówek, w remizach strażackich, a nawet na miejscach przypadkowego biwakowania”. Władysław Krasnowiecki sukcesywnie powiększał swój zespół, a Teatr I Armii Wojska Polskiego występował pod jego kierownictwem, w kolejnych wyzwalanych miastach m.in. w Lublinie, w budynku Teatru Miejskiego.
14 sierpnia 1944 w Lublinie odbyły się pierwsze w powojennej Polsce premiery teatralne – Śluby panieńskie Aleksandra Fredry oraz w listopadzie 1944, pierwsza premierowa, powojenna inscenizacja Wesela Stanisława Wyspiańskiego, gdzie Sabina Chromińska wystąpiła obok m.in. Juliusza Przybylskiego, Marii Chodeckiej, Haliny Kossobudzkiej oraz Ireny Krasnowieckiej grając Isię.
W styczniu 1945 roku zespół Teatru Wojska Polskiego kierowany przez Władysława Krasnowieckiego przybył do Łodzi i tu osiadł na stałe.
W 1947 Sabina Chromińska ukończyła Państwową Wyższą Szkołę Teatralną w Łodzi, a po objęciu dyrekcji przez Władysława Krasnowieckiego, teatru w Katowicach, zrezygnowała z propozycji pracy w Warszawie i pojechała do Katowic, gdzie poznała przyszłego męża – aktora Michała Leśniaka.

## Kariera teatralna i filmowa
Zadebiutowała w 1947 w przedstawieniu „Krakowiacy i Górale” na deskach Teatru Śląskiego, gdzie w sumie zagrała ponad 150 ról. Wystąpiła w kilkudziesięciu filmach. Po odejściu na wcześniejszą emeryturę nadal występowała przez kolejnych 10 lat.
Najbardziej znane role to: tytułowa w Matka Courage i jej dzieci Brechta w reżyserii Lidii Zamkow, Liesel w „Niemcach” Kruczkowskiego, Waria z „Wiśniowego Sadu” Czechowa, Niania w „Romeo i Julii” Szekspira, Piastunka z „Cezara i Kleopatry” Shawa, Aisa z „Igora Bułyczowa” Gorkiego, Weronika z „Porwania Sabinek”, Dorota w „Krakowiakach i Góralach”. Aktorka dysponowała czterooktawową skalą głosu.
Występowała w następujących teatrach:
- Teatr I Dywizji WP im. Tadeusza Kościuszki (1943–1945)
- Teatr Wojska Polskiego Lublin (1944–1944)
- Teatr Wojska Polskiego Łódź (1945–1947)
- Teatr Śląski im. Stanisława Wyspiańskiego Katowice (1947–1948)
- Teatry Śląsko-Dąbrowskie (Teatr Śląski) Katowice (1948–1949)
- Teatr Śląski im. Stanisława Wyspiańskiego Katowice (1949–1981)

Ostatnim przedstawieniem, w którym wystąpiła Sabina Chromińska był Zapach dojrzałej pigwy (Ion Druce) w reżyserii Kazimierz Kutza (1980) w Teatrze Śląskim.
Zmarła 4 lutego 2012 w Katowicach, gdzie została pochowana 8 lutego 2012 na cmentarzu przy ul. Gliwickiej.

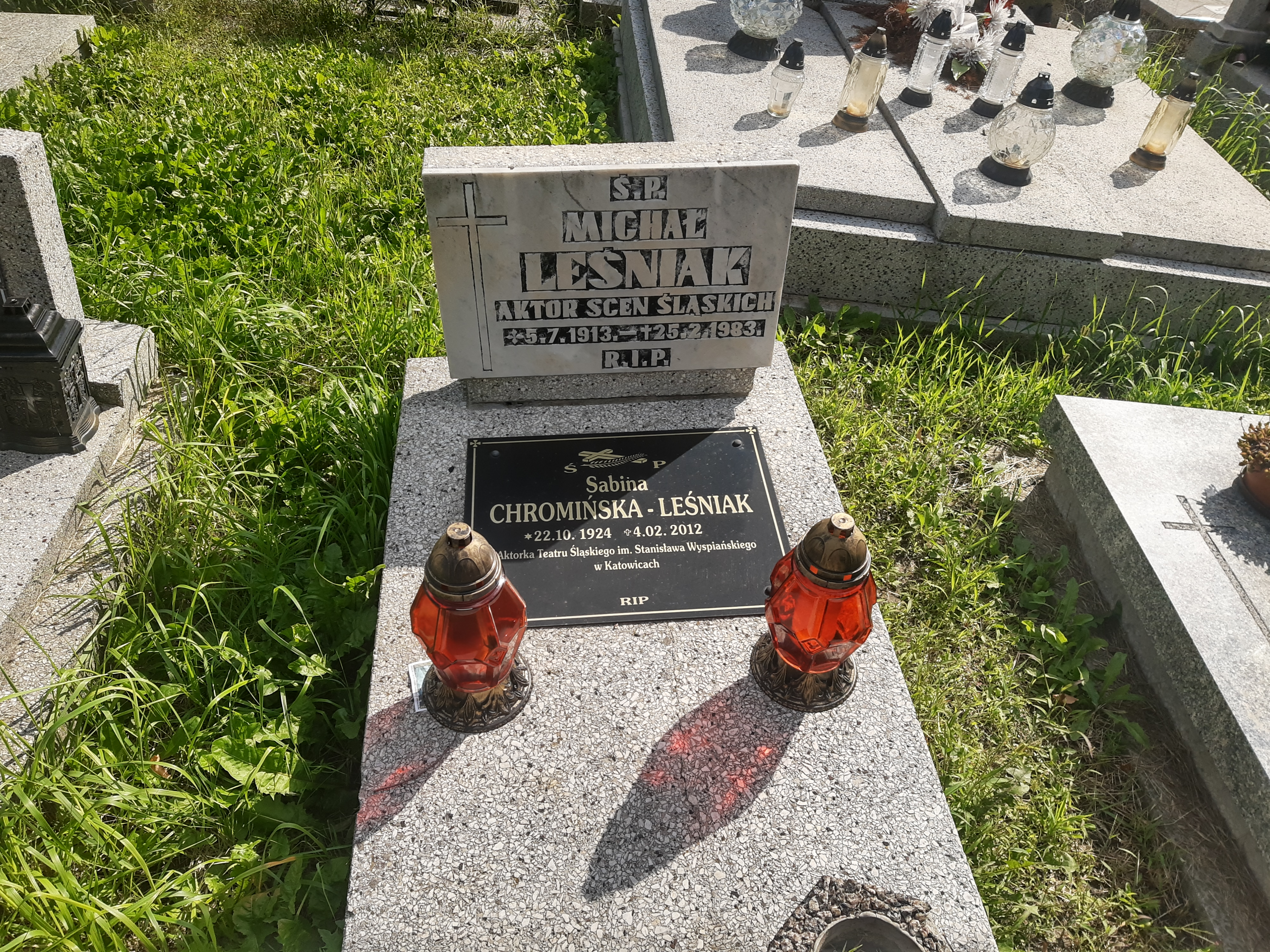
Grób Sabiny Chromińskiej na cmentarzu w Katowicach przy ul. Gliwickiej

## Filmografia

### Role filmowe i telewizyjne
- 1969: Pociąg pancerny 14-69 (Baba)
- 1970: Raj na ziemi
- 1972: Sceny z życia Holly Golightly (Sophia Spanella)
- 1973: Pugaczow
- 1976: Czerwone i czarne kamienie (Kuma),
- 1978: Gra o wszystko
- 1980: Tajemnice
- 1980: Coś wesołego (portierka)
- 1982: Odlot (Frączakowa)
- 1982: Czcij ojca swego. Rok 1888 (4) w Blisko, coraz bliżej
- 1983: Na straży swej stać będę
- 1983: Magia rękawic (5), Latające świadectwo (10) w 6 milionów sekund (woźna)
- 1986: Komedianci z wczorajszej ulicy
- 1986: Nastała wiosna. Rok 1945 (19) w Blisko, coraz bliżej
- 1988: Ogień i krew. Rok 1949 (3) w Rodzina Kanderów

### Teatr TV
- 1967: Dramat na polowaniu
- 1970: Dubrowski
- 1970: Zmartwychwstanie
- 1971: Ludzie bezdomni (Ciotka Pelagia)
- 1974: Matka Courage i jej dzieci
- 1974: Kroniki królewskie (epizod)
- 1979: Prawo głosu cz.II (Właścicielka knajpy)
- 1985: Wyrok (Handlarka ryb)
- 1998: Dziennik uczuć (Babcia Agaty)

### Role teatralne
Teatr Wojska Polskiego w Lublinie
- 1944: Wesele (Isia)

Teatr Wojska Polskiego w Łodzi
- 1945: Wesele (Isia)
- 1945: 12 miesięcy (Dama dworu, Sierpień; Wiewiórka II)
- 1947: Celestyna

Teatry Śląsko-Dąbrowskie (Teatr Śląski) Katowicach
- 1948: Dobrze
- 1949: Rycerz Ognistego Pieprzu (Lucynka)
- 1949: Makar Dubrowa (Marta)

Teatr Śląski im. Stanisława Wyspiańskiego w Katowicach
- 1947: Cud mniemany, czyli Krakowiacy i Górale (Basia)
- 1947: Jegor Bułyczow i inni (Taisja)
- 1948: Pastorałka
- 1948: Korzenie sięgają głęboko (Honey)
- 1950: Balladyna (Alina)
- 1952: Zagłada eskadry (Oksana)
- 1954: Wiśniowy sad (Waria)
- 1956: Złota karoca (Rajeczka)
- 1957: Śmierć (Dantona Kobieta III)
- 1957: Baryłeczka (Oberżystka)
- 1957: Bal manekinów (Manekin damski 6)
- 1958: Laleczka z saskiej porcelany (Cisza leśna)
- 1959: Zbrodnia i kara (Pieśniarka uliczna)
- 1959: Królowa przedmieścia (Zośka; Felcia; Kuchta I)
- 1959: Jonasz i błazen (Piastunka Agata)
- 1960: Uczciwa dziewczyna (Jejmość Paska z Pellestriny)
- 1961: Śmierć Gubernatora (Dama II)
- 1962: Opera za trzy grosze (Vixen)
- 1964: Wesele (Kasia)
- 1965: Wizyta starszej pani (Pierwsza Kobieta)
- 1965: Popas króla jegomości (Kaśka)
- 1966: Koncert (Pani Pollinger)
- 1966: Trojanki (Chór)
- 1969: Zmartwychwstanie (Jewfima Boczkowa)
- 1970: Cud mniemany, czyli Krakowiacy i Górale (Dorota, Krakowianka)
- 1972: Pan Jowialski (Pani Jowialska)
- 1973: Dobry wojak Szwejk (Müllerowa)
- 1973: Czarownice z Salem (Tituba)
- 1974: Wesele (Czepcowa)
- 1974: Przedwiośnie (Przekupka)
- 1976: Anna Karenina (Niania Kareninych)
- 1976: Nie ma konia dla Maryny (Matka)
- 1976: Romans z wodewilu (Walentowa; Pani II)
- 1977: Trzy siostry (Anfisa)
- 1978: Wesele (Klimina)
- 1979: Głosy
- 1980: Zapach dojrzałej pigwy (Arwira)
- 1981: Filomena Marturano (Rozalia)

## Nagrody i odznaczenia
- Złoty Krzyż Zasługi (1953)[10]
- Medal 10-lecia Polski Ludowej (1955)[11]
- nagroda artystyczna miasta Katowic (1975)
- Honorowa Odznaka Katowickiej Spółdzielni Mieszkaniowej za pracę społeczną w KSM

## Rodzina i życie prywatne
Sabina Chromińska była zamężna z aktorem Michałem Leśniakiem, syn Wojciech